# Charline Mathias
Charline Mathias (née le 23 mai 1992) est une athlète luxembourgeoise, spécialiste du 800 m.
Depuis 2015, elle est affiliée au Lille Métropole Athlétisme.
Le 21 juin 2015, elle établit le nouveau record national du 800 m à Bakou, en le portant à 2 min 1 s 77.